# Freccia Vallone 1937
La Freccia Vallone 1937, seconda edizione della corsa, si svolse il 2 maggio 1937 su un percorso di 280 km. La vittoria fu appannaggio del belga Adolph Braeckeveldt, che completò il percorso in 9h18'06" precedendo i connazionali Marcel Kint e Albert Perikel.
Al traguardo di Ans furono 19 i ciclisti (17 belgi, un italiano ed uno svizzero), degli 84 partiti da Tournai, che portarono a termine la competizione.

## Ordine d'arrivo (Top 10)
| Pos. | Corridore           | Squadra            | Tempo    |
| ---- | ------------------- | ------------------ | -------- |
| 1    | Adolph Braeckeveldt | Helyett-Hutchinson | 9h18'06" |
| 2    | Marcel Kint         | Mercier-Hutchinson | a 6"     |
| 3    | Albert Perikel      | De Dion-Bouton     | a 7'02"  |
| 4    | René Walschot       | J.B.Louvet-Wolber  | a 7'26"  |
| 5    | Marcel Van Houtte   | Alcyon-Dunlop      | a 7'44"  |
| 6    | Frans Bonduel       | Dilecta            | s.t.     |
| 7    | Camiel Michielsens  | Colin-Wolber       | s.t.     |
| 8    | Henri Garnier       | France-Sport       | s.t.     |
| 9    | Georges Christiaens | Ch. Pélissier      | s.t.     |
| 10   | Jef Moerenhout      | Dilecta-Wolber     | a 15'34" |